# Tiedemann
Tiedemann, Tidemand och Tideman är efternamn med sammanfallande uttal. Utom som efternamn förekommer Tiedemann i geografiska namn.

## Personer
- Tideman (abbot) (1300-talet), svensk abbot i Alvastra och Varnhem
- Adolph Tidemand (1814–1876), norsk målare
- Anton Tideman (född 1992), svensk fotbollsspelare
- Christoph von Tiedemann (1836–1907), preussisk politiker
- Dietrich Tiedemann (1748–1803), tysk filosof
- Friedrich Tiedemann (1781–1861), tysk fysiolog och anatom
- Gabriele Kröcher-Tiedemann (1951–1995), västtysk terrorist
- Johan Tiedemann (född 1964), svensk politiker, moderat
- Markus Tiedemann (född 1970), tysk filosof
- Pontus Tidemand (född 1990), svensk rallyförare
- Stig Tiedemann (1912–1998), svensk båtkonstruktör